# Irene González
Irene González López (Barcelona, 23 de julho de 1996) é uma jogadora de polo aquático espanhola, medalhista olímpica.

## Carreira
González López fez parte da Seleção Espanhola de Polo Aquático Feminino nos Jogos Olímpicos de Verão de 2020 em Tóquio, que conquistou a medalha de prata após confronto na final contra a equipe estadunidense.